# Jim Capaldi
Nicola James Capaldi, detto Jim (Evesham, 2 agosto 1944 – Londra, 28 gennaio 2005), è stato un cantante e batterista britannico, membro dei Traffic.

## Biografia

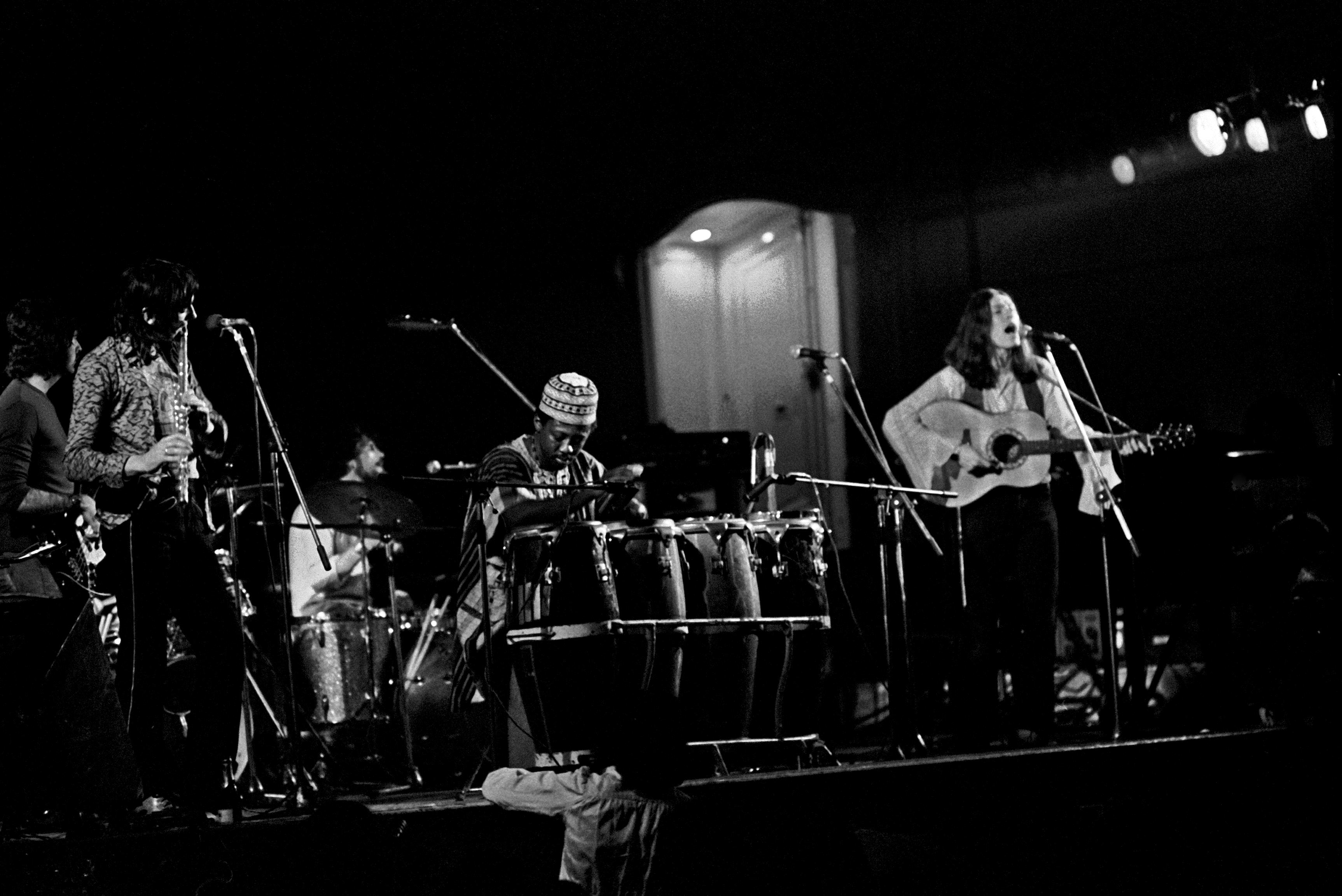
I Traffic nel 1973

Britannico di famiglia italiana, fu tra i membri dei Traffic e compose alcuni pezzi musicali del gruppo fra cui Paper Sun; inoltre fu lui a scrivere la maggior parte dei testi delle loro canzoni.
Costruì anche una solida carriera solista, arrivata all'apice con il disco del 1988 Some come Running, contenente l'hit-single Something so Strong, famosa per essere stata inclusa nella colonna sonora del film Best of the Best del 1989 con Eric Roberts. Jim Capaldi si era messo in proprio realizzando Oh How We Danced, all'inizio del 1972, a due anni di distanza da John Barleycorn Must Die; al disco collaborarono compagni della band ed ex componenti (Steve Winwood e Dave Mason), oltre a Paul Kossoff dei Free, Trevor Burton dei Move, Ric Grech, Jim Gordon e i Muscle Shoals Horns. Nell'album Let the Thunder Cry (1981) Jim Capaldi coinvolse invece l'ancora semisconosciuto Ritchie, che fece da vocalist e arrangiatore.
Morì per un tumore allo stomaco il 28 gennaio del 2005.

## Vita privata
Nel 1975 sposò la brasiliana Anna "Aninha" Campos, da cui ebbe due figlie, Tabitha e Tallulah.

## Discografia

### Album in studio
- 1972 - Oh How We Danced (1972)
- 1974 - Whale Meat Again (1974)
- 1975 - Short Cut Draw Blood (1975)
- 1978 - Daughter of the Night (1978)
- 1978 - The Contender (1978)
- 1979 - Electric Nights (1979)
- 1980 - The Sweet Smell of ... Success (1980)
- 1981 - Let the Thunder Cry (1981)
- 1983 - Fierce Heart (1983)
- 1984 - One Man Mission (1984)
- 1988 - Some Come Running (1988)
- 2001 - Living on the Outside (2001)
- 2004 - Poor Boy Blue (2004)

### Album dal vivo
- 1999 - Live: The 40,000 Headmen Tour (con Dave Mason)

### Raccolte
- 1995 - Prince of Darkness
- 2011 - Dear Mr. Fantasy: The Jim Capaldi Story
- 2020 - Open Your Heart - The Island Recordings: 1972-1976

### Singoli
- 1972 - Eve
- 1972 - Oh How We Danced
- 1973 - Trickly Dicky Rides Again
- 1974 - It's All Up to You
- 1975 - It's All Right
- 1975 - Love Hurts
- 1976 - Talkin' Bout My Baby
- 1976 - If You Think You Know How to Love Me
- 1976 - Good Night & Good Morning
- 1977 - Goodbye My Love
- 1978 - Daughter of the Night
- 1979 - Shoeshine
- 1980 - Hold on to Your Love
- 1980 - The Low Spark of High Heeled Boys
- 1981 - Child in the Storm
- 1981 - Old Photographs
- 1981 - Favella Music
- 1981 - Dreams Do Come True
- 1983 - That's Love
- 1983 - Tonight You're Mine
- 1983 - Living on the Edge
- 1984 - I'll Keep Holding On
- 1988 - Something So Strong
- 1988 - Dancing on the Highway
- 1989 - Some Come Running
- 1989 - Oh Lord, Why Lord
- 2001 - Anna Julia